# Марчеллина
Марчеллина (итал. Marcellina) — коммуна в Италии, располагается в регионе Лацио, в провинции Рим.
Население составляет 6732 человека (2008 г.), плотность населения составляет 441 чел./км². Занимает площадь 15 км². Почтовый индекс — 10. Телефонный код — 0774.
Покровительницей коммуны почитается Пресвятая Богородица (Madonna delle Grazie), празднование 15 сентября.

## Демография
Динамика населения:

## Администрация коммуны
- Официальный сайт: http://www.comune.marcellina.rm.it